# هارون كوسغريف
هارون كوسغريف (بالإنجليزية: Aaron Cosgrave)‏ هو لاعب كرة قدم بريطاني، ولد في 17 يوليو 1999.